# Kingston (hrabstwo Juneau)
Kingston – miasto w Stanach Zjednoczonych, w stanie Wisconsin, w hrabstwie Juneau.